# Bănică (plantă)
Bănica sau  spinuța (Phyteuma orbiculare) este o plantă perena erbacee  din genul Phyteuma, familia Campanulaceae. Poate atinge înălțimi între 20 și 50 cm. Floarea este globulară, de culoare albastru intens, este de fapt o floare compusă (panicul) cu diametrul de 1.5–3 cm, formată din 15-30 flori individuale. O floare individuală are conformația unui mic tub ușor curbat, cu o deschidere la vârf. Tulpina este dreaptă și striată iar frunzele variază ca formă, fiind mici și laceolate la vârf dar mari și ovale sau lanceolate la partea inferioarǎ a plantei.
Înflorește din mai pânǎ în august, iar fructul este o capsulă conținând numeroase semințe. Poate fi întâlnită în Europa occidentalǎ la joasǎ altitudine ca și în zonele muntoase din Europa centrală.

## Subspecii
- Phyteuma orbiculare subsp. flexuosum R. Schulz
- Phyteuma orbiculare subsp. montanum R. Schultz
- Phyteuma orbiculare subsp. orbiculare

## Legaturi externe
- „bănică” la DEX online
- Biolib
- Phyteuma orbiculare
- Phyteuma orbiculare
- Imagini